# Эгель (брандер)
«Эгель» (от нем. Igel — ёж) — брандер Балтийского флота России, один из четырёх брандеров типа «Крокодил», участник Северной войны 1700—1721 годов. Судно находилось в составе флота с 1707 года, по большей части находилось в Санкт-Петербурге и принимало участие в Ледовом походе Балтийского флота к Выборгу в 1710 году.

## Описание брандера
Один из четырёх парусных брандеров с деревянным корпусом типа «Крокодил», строившихся на верфи в Селицком рядке как шнявы, однако после спуска на воду в 1707 году переоборудованные в брандеры. Длина брандера составляла 19,8 метра, а ширина — 5,2 метра. Артиллерийское вооружение судна составляли четырёх 3-фунтовых орудия, а экипаж мог достигать 30 человек. Однако полный экипаж копмлектовался не в каждую кампанию, так, например, в 1710 году во время похода на судне было 15 человек, включая одного офицера — командира брандера и 14 нижних чинов.
Имя брандера было образовано от немецкого слова Igel — ёж.

## История службы

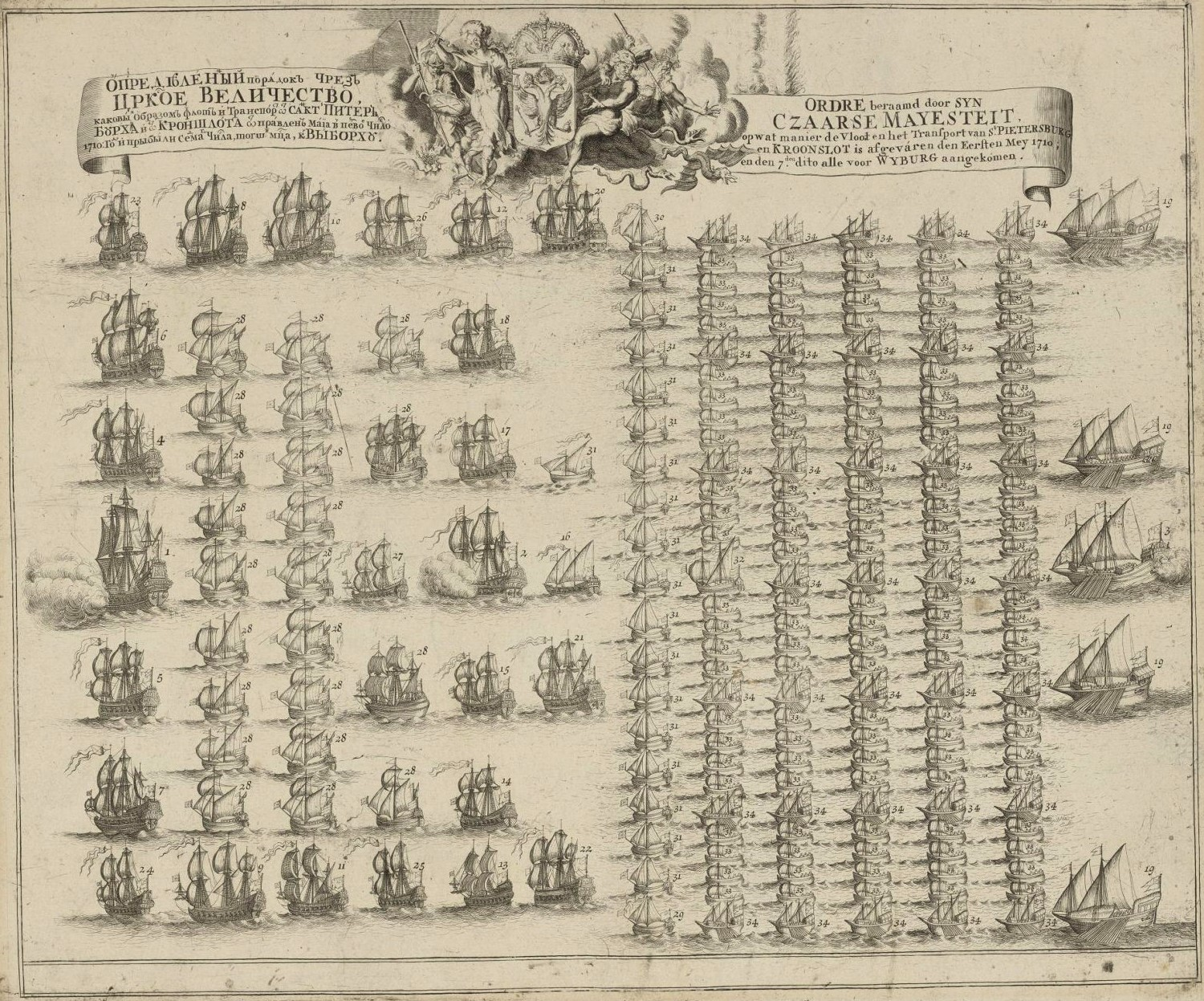
Порядок построения Балтийского флота во время похода к Выборгу

Судно «Эгель» было заложено на стапеле верфи в Селицком рядке как шнява, однако после спуска на воду в 1707 году было переоборудовано в брандер и вошло в состав Балтийского Флота России.
Брандер принимал участие в Северной войне 1700—1721 годов. Брандер принимал участие в Северной войне 1700—1721 годов. В кампании с 1707 по 1709 год находился в Санкт-Петербурге.
В кампанию 1710 года был признан годным к плаванию и в мае принимал участие в ледовом походе кораблей Балтийского флота от Кроншлота в Выборгу.

## Командиры брандера
Командирами брандера «Эгель» в составе Российского императорского флота в разное время служили:
- штурман Сименсен (1710 год)[3][6].

### Комментарии
1. ↑  Всего в рамках серии было построено 4 судна: «Крокодил» (головное судно проекта), «Флам», «Фур» и «Эгель»[1].